# رودولف رکر
یوهان رودولف رکر (آلمانی: Rudolph Rocker; ۲۵ مارس ۱۸۷۳ – ۱۹ سپتامبر ۱۹۵۸) یک انقلابی آنارشیست، تاریخ‌نگار، و پدیدآور اهل آلمان بود.

## آثار
- آنارکوسندیکالیسم (۱۹۳۷)